# Nikos Chadzinikolau

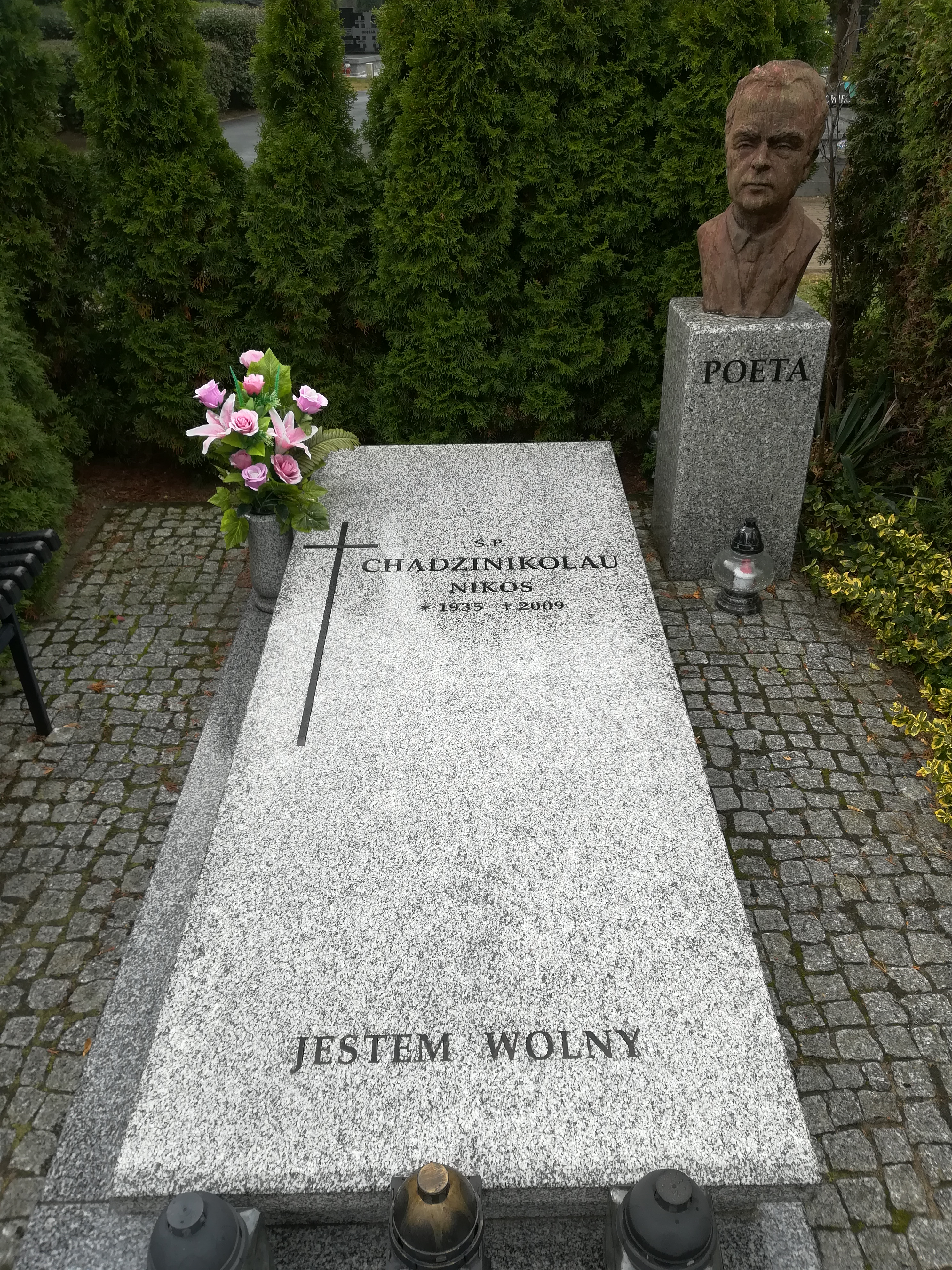
Grób na Cmentarzu Junikowo

Nikos Chadzinikolau (ur. 1 października 1935 w Trifilli w Grecji, zm. 6 listopada 2009 w Poznaniu) – polski pisarz greckiego pochodzenia. Poeta, prozaik, autor tekstów piosenek, tłumacz literatury nowogreckiej i klasycznej na język polski oraz polskiej na język grecki.

## Życiorys
Do Polski przybył w 1950. Ukończył filologię polską na Uniwersytecie im. Adama Mickiewicza. W roku 2001 na Wydziale Neofilologii UAM uzyskał stopień doktora nauk humanistycznych na podstawie rozprawy pt. „Rewolucja grecka 1821 roku i filhellenizm w literaturze oraz w opinii społecznej Europy”. W 1958 debiutował na łamach „Tygodnika Zachodniego” (Poznań). 

## Twórczość
Opublikował ponad 100 książek. Przetłumaczył utwory ponad 500 autorów greckich na język polski oraz dzieła 130 polskich autorów na język grecki.

### Tomiki poezji
- Barwy czasu, Wydawnictwo Poznańskie, Poznań 1961, s. 80.
- Otwarcie światła, Wyd. Pozn., Poznań 1964, s.88.
- Wyzwolenie oczu, Wyd. Pozn., Poznań 1967, s.92.
- Godzina znaczeń, Wyd. Pozn., Poznań 1969, s.92.
- Bezsenność, Wyd. Pozn. 1970, s.124.
- Próba nocy, Wyd. Pozn., Poznań 1971, s.108.
- U słonych źródeł, Wyd. Pozn., 1972, s.200.
- Dobrze, Syzyfie, Wyd. Pozn., Poznań 1974, s.152.
- Exodus Wyd. Pozn., Poznań 1976, s.140.
- Moje krainy Wyd. Pozn., Poznań 1978, s.296.
- Rodowód Wyd. Pozn., Poznań 1979.
- Amulet Wyd. Pozn., Poznań 1980, s.128.
- Po sztormie Wyd. Morskie, Gdańsk 1981, s.100.
- O diskobolos ap tin polonia/Dyskobol z polski Wyd. Difros, Ateny 1981, s.56.
- Klepsydra Wyd. Pozn., Poznań 1982, s.112.
- O Ikaros ap tin Polonia/Ikar z Polski Difros, Ateny 1984, s.68.
- Słoneczny żal Wyd. Pozn., Poznań 1985, s.96.
- Bez maski Wyd. Pozn., Poznań 1986, s.440.
- Feniks  Wyd. Pozn., Poznań 1988, s.116.
- Vracaju se izgranici/Wracają wygnańcy Osvit, Karlovac 1990.
- Erotyki Biała Seria Poetycka, Poznań 1990, s.36.
- Właściwa miara BSP, Poznań 1991, s.36.
- Tylko miłość BSP, Poznań 1993, s.44.
- Pieśni Orfeusza BSP, Poznań 1994, s.48.
- To co kochamy jest poezją Biała i Kolorowa Seria Poetycka, Poznań 1995, s 112.
- Aforyzmy i Haiku, BiKSP, Poznań 1997, s.44. II wyd. poszerzone, Poeticon 2001, s.60.
- Liryki miłosne Wyd. G&P, Poznań 1997, s.104.
- W magii światła Wyd. G&P, Poznań 1998, s.92.
- Najpiękniejsze wiersze miłosne Wyd. Ston2, Kielce 1998, s.72.
- Galop światła Wyd. Poeticon, Poznań 2000, s.72.
- Laur Wielkopolski (wspólnie z synem), Poeticon, Poznań 2001, s.192.
- Poezie-Poezje-Piimata (w trzech językach: grecki, czeski, polski), Wyd. Amazonia, Ostrawa 2003, s.197.
- Laur Olimpijski (wspólnie z synem), Wyd. Poeticon, Poznań 2004, s.155.
- Modlitwa do ptaków Wyd. Poeticon, Poznań 2005, s.112.

### Powieści
- Greczynki, Wyd. Morskie, Gdańsk 1978, s.92.
- Niebieskooka Greczynka, Wyd. Iskry, Warszawa 1987, s.136.

### Inne
(przekłady, bajki i mity autorskie, sztuki teatralne, eseistyka)
- Grek Zorba - Nikos Kazantzakis (przekład, wstęp), Wyd. KiW, Warszawa 1971, s.330; wyd.II,1973; wyd.III,1975; wyd.IV,1979; wyd.V,1986; wyd.VI, GMP, Poznań 1995; wyd. VII, Muza, Warszawa 1996; wyd. VIII poprawione, Muza 2009, s.383
- De profundis - Stratis Mirivilis (przekład, wstęp), Wyd. MON, Warszawa 1964, s.260.
- Nowe przestrzenie Ikara – Antologia poezji greckiej XX wieku (przekład, wstęp), Wyd. Pozn., Poznań 1972, s. 300; wyd. II (poszerzone),1980, s.362; wyd. III (poszerzone), 1985, s.380
- Mała antologia poezji polskiej, w: Rita Bumi i Nikos Papas, Nea Pangosmia Piitiki Antologia, t. V, Athina 1976, s.2329–2353.
- Latarnie Posejdona – Antologia greckiej poezji morskiej (przekład, wstęp), Wyd.  Morskie, Gdańsk 1978, s.352.
- N.Chadzinikolau, Politismos kie filozofia/Kultura i filozofia Difros, Ateny 1980, s.176.
- Poławiacze gąbek – Antologia greckiej noweli morskiej (przekład, wstęp), Wyd. Morskie, Gdańsk 1982, s.254.
- N.Chadzinikolau, Literatura nowogrecka 1453–1983 PWN Poznań-Warszawa 1986, s.336.
- Antoniu Takis, Trzy natury (wybór poezji), Wyd. Glob, Szczecin 1986, s.100.
- Aforyzmy Greków (przekład i posłowie), Wyd. Pozn., Poznań 1989, s.132; wyd. II, Abbos, Poznań 1991, s.144; wyd. III, Miniatura, Kraków 1992, s.80; wyd. IV Ad Okulos, Warszawa 1998, s.80; wyd. V, Videograf, Katowice 2004, s.208; wyd.VI, Zysk i s-ka, Poznań 2009, s.332.
- Mała antologia polskiej poezji, w: Nikos Anogis, Polonia, Wyd. Mavridis, Athina 1989, s.36–51 (cała książka o literaturze polskiej                                                                                              powstała z inspiracji i przy pomocy N.Ch.).
- Antoniu Takis, Epigramaty, BSP Poznań 1990, s.28.
- Koniarelli-Siaki Eleni, Twarz Wiosny (poezje), BSP, Poznań 1990, s.28.
- Matheu Ewangelia, Ofiara w czasie (poezje), BSP, Poznań 1990, s.44.
- Tsutakos Panajotis, Jak ten ptak (poezje), BSP, Poznań 1990, s.28.
- Teofilu Fedon, Nocna symfonia (poezje), BSP, Poznań 1991, s.40.
- Tsalikis Giorgos, Podróż w czasie (opowiadania), BSP, Poznań 1991, s.40.
- Tselenti Alki, Nostalgia ziemi (poezje), BSP, Poznań 1991, s.44.
- Sofokles, Antygona (przekład, wstęp), Wyd. Rebis, Poznań 1991, s.56; wyd. II, Kanon, Warszawa 1994,s.120; wyd. III, G&P, Poznań 1997,s.60; Wyd.IV,1998, s.78; Wyd.V, 1999; Wyd.VI, 2003; wyd. VII, Zysk i s-ka, Poznań 2009
- N.Chadzinikolau, Mity greckie  Wyd. Rebis, Poznań 1991, s.163; Wyd. II G&P, Poznań 1998,s.160; Wyd. III, Siedmioróg, Wrocław 2003, s.238
- N.Chadzinikolau, Polonika paramithia/Baśnie polskie Wyd. Smirniotakis, Ateny 1992, s.86.
- Arrnokuru –Kerestetzi Ivoni, Krążenie światła (poezje), BSP, Poznań 1992, s.40.
- Teofilu Fedon, Liturgia pamięci i morza (poezje), BSP, Poznań 1992, s.38.
- Antoniu Takis, Dopóki istnieję (poezje), BSP, Poznań 1993, s.36.
- Moje okno różą ozdobił Bóg – Antologia poezji greckiej, Wyd. Ibis, Warszawa 1994, s.168.
- Smakowski Andrzej, I evdomada ton pulion/Tydzień ptaków, przekład na język grecki Wyd. Smirniotakis, Ateny 1994, s.20.
- Garifalaki-Nikolau Lina, Nie tylko żal (poezje), BSP, Poznań 1995, s.48.
- Sofokles, Elektra (libretto do opery Mikisa Theodorakisa), ars nowa,  Poznań 1995, s.68.
- Ritsos Yannis, Sonata księżycowa, w: Najsłynniejsze poematy XX wieku, Wyd. Sponsor, Kraków 1996, s. 175–191.
- Lagakou Nelli, Owiana światłem (poezje), BiKSP, Poznań 1997, s.48.
- Stamati Maria, Pieśni nocy (poezje), BiKSP, Poznań 1997.
- Szymborska Wisława, Telos kie Archi/Koniec i początek Ateny 1997, s.64.
- Kutsochera Leta, Wieczny czas (poezje), BiKSP, Poznań 1998, s.52.
- Miłość Greków – Antologia greckiej poezji miłosnej (przekład i wstęp), Wyd. Ad Okulos, Warszawa 1998, s.144.
- Pylorof-Sotiroudi Sonia, Wieczorne (poezje), BiKSP, Poznań 1998, s.48.
- Safona, Erotyki Wyd G&P, Poznań 1998, s.92; wyd. II całościowe Zysk i s-ka, Poznań 2009
- Sofokles, Elektra (przekład i wstęp) Wyd. G&P, Poznań 1998, s.80.; wyd. II Zysk i s-ka, Poznań 2009
- Sofokles, Król Edyp (przekład i wstęp) Wyd. G&P, Poznań 1998, s.76; Wyd. II 2001; Wyd. III 2003; Wyd. IV Zysk i s-ka, Poznań 2009
- Mistrioti Maria, Sternik wiatr (poezje), BiKSP, Poznań 1999, s.38.
- Kakava-Garidi Niki, Przed bramami (poezje), BiKSP, Poznań 1999, s.56.
- Fotiadou Giota, Na granicach nocy (poezje), Poeticon, Poznań 2000, s.52.
- Miłosz Czesław, I Piisii/Poezje, Ateny 2000, s.72.
- Homer, Iliada, Wyd. G&P, Poznań 2000, s.501; Wyd. II, Videograf, Katowice 2004
- N.Chadzinikolau, Dziewczyny z Delf (dramat), Poeticon 2001, s.60.
- N.Chadzinikolau, Meduza (sztuka dla dzieci), Poeticon, Poznań 2002, s.42.
- N.Chadzinikolau, Rewolucja grecka 1821 i filhellenizm w literaturze oraz opinii społecznej Europy, Wyd. Poeticon 2004, s.141.
- N.Chadzinikolau, Hellenizm w poezji Leopolda Staffa Poeticon, Poznań 2004, s.61
- Pittaras Dionisis, Poezje (przekład wspólnie z synem), Poeticon, Poznań 2003, s.76
- 150 bajek Ezopa Poeticon, Poznań 2003, s.88.
- Myśli antyczne (brak nazwiska tłumacza) Wyd. Videograf, Katowice 2003, s.15–109.
- N.Chadzinikolau, Odisseas Elitis poeta światła i morza (monografia), Wyd. Naukowe UAM, Poznań 2004, s.252.
- N.Chadzinikolau, Bajki greckie Wyd. Sens, Poznań 2005, s.150.
- Nikos i Ares Chadzinikolau, Ilustrowana Księga Mitów Greckich, Videograf II, Chorzów 2006, s.287.

## Ordery i odznaczenia
- Krzyż Oficerski Orderu Odrodzenia Polski (2002)[5]
- Krzyż Kawalerski Orderu Odrodzenia Polski (przed 1989)
- Złoty Krzyż Zasługi (przed 1989)
- Medal 40-lecia Polski Ludowej (1985)
- Odznaka „Zasłużony Działacz Kultury” (przed 1989)
- Odznaka honorowa „Zasłużony dla Kultury Polskiej” (przed 1989)
- Odznaka Honorowa Miasta Poznania (przed 1989)
- Odznaka „Za zasługi dla województwa poznańskiego” (przed 1989)
- Order Uśmiechu (2000)[1]
- Złoty Medal Aleksandra Wielkiego
- Złota Lira Orfeusza
- Laur Akropolu
- Złoty Medal Amerykańskiego Instytutu Kultury Polskiej w Miami (USA, 2002)

Źródło:

## Nagrody i wyróżnienia
- Nagroda bydgoskiej „Wiosny Poetyckiej” za wiersz Skarga byłego Wolnego Miasta Gdańska (1962)[8]
- Nagroda miasta Poznania (1970)
- Honorowy Obywatel greckiego miasta Chalkida oraz polskich miast: Poznania, Leszna, Gniezna, Piły, Konina[7]
- Nagroda Ministra Kultury
- Nagroda im. Jana Kasprowicza
- Nagroda im. Władysława Reymonta
- Nagroda im. Bohaterów Warszawy
- Nagroda Ministra Oświaty
- Nagroda Funduszu Literatury
- Międzynarodowy Człowiek Roku wg International Biographical Center of Cambridge (1997)

Źródło:.